# Église Saint-Romain d'Athée-sur-Cher
Pour les articles homonymes, voir Église Saint-Romain.
L'église Saint-Romain est une église paroissiale de culte catholique dans la commune d'Athée-sur-Cher, dans le département français d'Indre-et-Loire.
L'église, construite au XIIe siècle, agrandie au XVe siècle et remaniée deux siècles plus tard, est inscrite comme monument historique en 1949.

## Localisation
l'église est construite dans le centre du bourg d'Athée-sur-Cher. Sa nef s'ouvre à l'ouest et son chœur est tourné vers l'est.

## Histoire
La construction de l'église remonte au XIIe siècle. De cette époque sont parvenus le clocher et une partie des murs de la nef.
Au XVe siècle, un chœur vient prolonger la nef qui est en outre flanquée d'un collatéral au nord.
D'importants travaux sont effectués vers 1635 à l'initiative de Philippe Sallier, seigneur de la Chénaie, un fief d'Athée-sur-Cher : le chœur et son abside sont remaniés.
L'église est inscrite comme monument historique par arrêté du 22 août 1949.

## Description

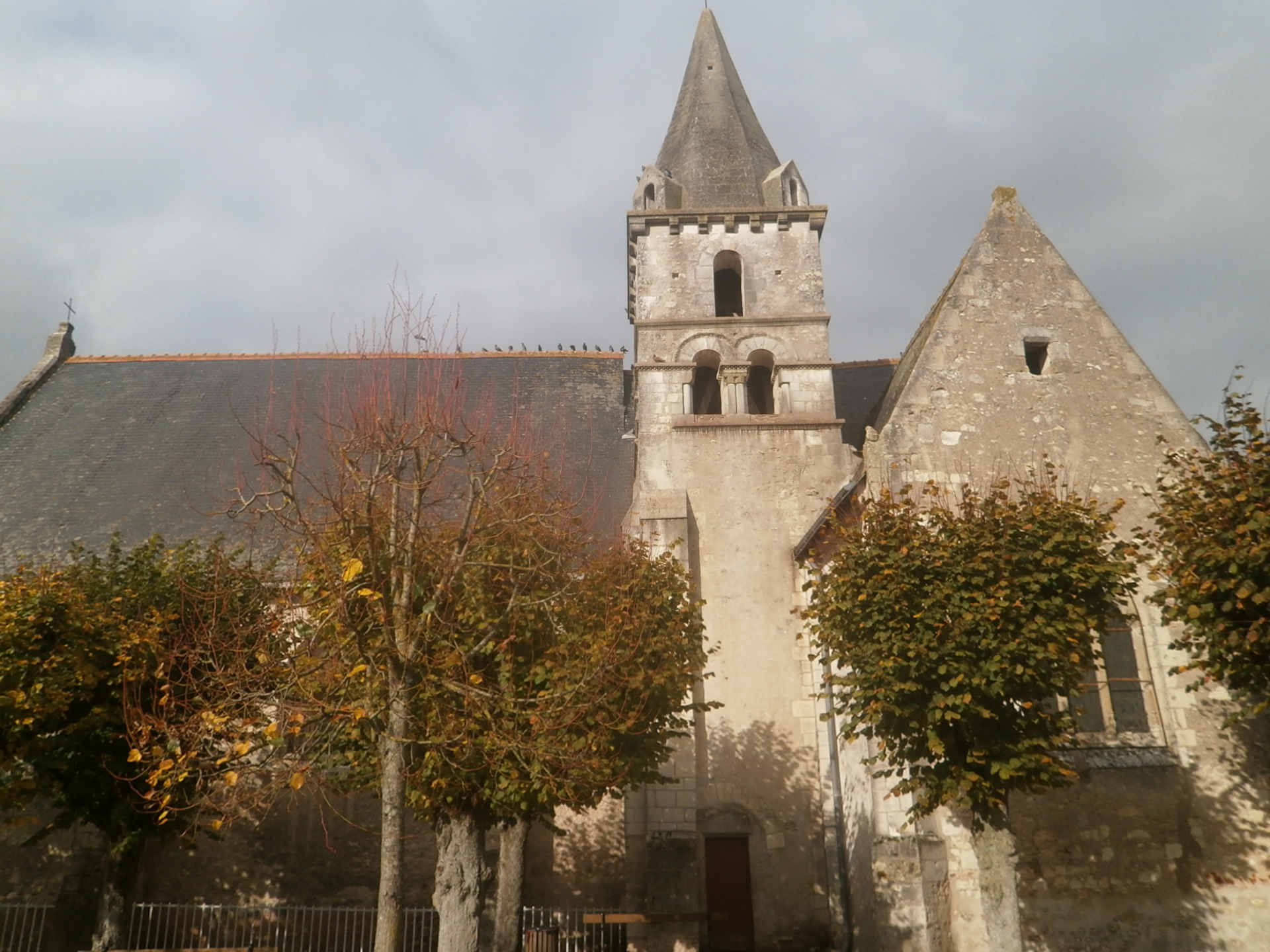
Vue générale côté sud.

Le collatéral nord à trois pignons s'ouvre dans la nef par trois arcades en tiers point. Nef et collatéral possèdent une charpente lambrissée, bien que des amorces d'ogives témoignent de la volonté d'édifier des voûtes maçonnées.
Le clocher, sur plan carré contre le mur gouttereau méridional de la nef, possèdent deux étages de baies en plein cintre sur chacune de ses faces. Épaulé par un contrefort dans son angle sud-ouest, il se termine par une flèche octogonale à pans brisés.
Le chœur se compose de deux travées barlongues, dont les voûtes sont en ogives.
L'abside possède cinq pans dont trois sont percé de grandes baies e style gothique flamboyant.

## Pour en savoir plus